# 原田祐希
原田 祐希（はらだ ゆうき、1986年3月3日 - ）は、日本の元AV女優。
東京都出身。バンビプロモーションに所属していた。

## 略歴・人物
2004年10月、『Prelude++』でAVデビュー。
2005年6月、『セル初×ギリモザ モウ1度コノ娘ニ恋シヨウ』でセルデビュー。
趣味は、買い物・ビデオ鑑賞。

## 作品

### アダルトビデオ
撮りおろし作品
- Prelude++ 原田祐希（2004年10月29日、宇宙企画）
- Fantasia++ 原田祐希（2004年11月19日、宇宙企画）
- はちみつ♥ラブ++ 原田祐希（2004年12月22日、宇宙企画）
- あなたとしたいの♥ 原田祐希（2005年1月28日、宇宙企画）
- 尻姫 原田祐希（2005年4月17日、宇宙企画）※レンタル専用
- リアルAV女優 本能 原田祐希（2005年5月15日、宇宙企画）※レンタル専用
- セル初×ギリモザ モウ1度コノ娘ニ恋シヨウ 原田祐希（2005年6月7日、エスワン）
- ギリギリモザイク コスプレでい～っぱいHしよっ！ 原田祐希（2005年7月19日、エスワン）
- ギリギリモザイク ギリギリモザイク 原田祐希（2005年8月19日、エスワン）

総集編
- 宇宙企画 THE BEST EPISODE 2004（2004年11月12日、宇宙企画）
- ベストセレクション 原田祐希（2005年2月18日、宇宙企画）
- スウィート・ミックス 原田祐希（2005年4月28日、宇宙企画）
- ウルトラ・ミックス 原田祐希（2005年6月17日、宇宙企画）
- 宇宙企画COMBO!4時間 ムレムレくい込みスク水&競泳水着編（2005年7月15日、宇宙企画）
- 宇宙企画DELTA-X 口内舌射お掃除フェラ4時間（2005年8月19日、宇宙企画）
- 宇宙企画DELTA-X 潮吹き4時間（2005年10月28日、宇宙企画）

### 写真集
- Miets（木村晴撮影、双葉社、2004年10月12日）ISBN 978-4575297492